# SensaCine
SensaCine es una web española de información y actualidad sobre cine y series. Fue creada en 2008 como parte del grupo francés AlloCiné, y su sede se encuentra en Madrid.

## Características principales
Las tres funciones principales de la web son la base de datos, con fichas completas de películas, series, actores, directores, tráileres, fotos y datos como anécdotas; las noticias sobre cine y series; y un sistema de información de la cartelera nacional y venta de entradas, en relación con servicios como Ticketmaster, Entradas.com y Compraentradas.com.
Ofrece a los usuarios la opción de registrarse, para puntuar y criticar películas, elegir sus cines preferidos y participar en concursos.
Cada película tiene tres puntuaciones: la de SensaCine, una media de las puntuaciones dadas por los medios especializados y la media de las puntuaciones de los usuarios. En el caso de las series, los usuarios pueden puntuar tanto series completas como temporadas por separado.
SensaCine tiene aplicaciones funcionando para iOS, Android, BlackBerry, Windows Phone y Xbox Live, desde las que es posible acceder a la base de datos, puntuaciones, cartelera, noticias, tráileres, etc.

## Historia
El 20 de junio de 2008 abre el sitio SensaCine.
En 2010 SensaCine lanza la aplicación para iOS. En 2011 lanza sus aplicaciones para iPad, BlackBerry, Windows Phone, y también para las Televisión inteligente de Panasonic y Samsung. En 2012 lanza su aplicación para Xbox Live.